# Station Pyskowice Miasto
Station Pyskowice Miasto is een spoorwegstation in de Poolse plaats Pyskowice.